# Слободенюк, Дмитрий Валентинович
Дми́трий Валенти́нович Слободеню́к (чаще — Дима Слободенюк, фин. Dima Slobodeniouk; род. 1975, Москва) — финляндский дирижёр российского происхождения.

## Биография
Дима Слободенюк родился в 1975 году в Москве, в семье музыкантов.
С 1980 по 1989 год учился в Центральной музыкальной школе по классу скрипки, среди его педагогов была Зинаида Гилельс.
В 1991 году, возрасте 16 лет, переехал с семьёй в Финляндию, где продолжил образование в консерватории Центральной Финляндии в Ювяскюля, а затем в Академии Сибелиуса, где, в частности, изучал дирижирование под руководством Йормы Панулы и Лейфа Сегерстама. Получил гражданство Финляндии.
Начал дирижёрскую карьеру как приглашённый дирижёр камерного оркестра «Кюми Симфониетта» (2004—2006). С 2005 по 2008 год возглавлял Симфонический оркестр Оулу. В 2007 и в 2009 году был художественным руководителем Корсгольмского музыкального фестиваля, проходящего в Вааса и в Мустасаари.
С 2013 года — главный дирижёр Симфонического оркестра Галисии. Одновременно с 2016 года — главный дирижёр Симфонического оркестра Лахти.
Осуществлённая Слободенюком с Норрчёпингским симфоническим оркестром запись трёх концертов Вагна Хольмбоэ была в 2013 году номинирована на премию «Грэмми».

## Семья
- Отец — Валентин Слободенюк, альтист, работал в Московской филармонии, после переезда в 1991 году в Финляндию — в симфоническом оркестре.
- Мать — Марианна Слободенюк, её прадед Сергей Васильевич Щербаков был калужским астрономом; с 1964 по 1968 год училась в Мерзляковском училище по классу фортепиано у Надежды Александровны Судзан и в 1973 году перешла на работу в филармонию. Работала аккомпаниатором с певцом Валентином Ивановичем Анисимовым, с певческой семьёй Павла Герасимовича Лисициана[3].